# 逢志摩
逢 志摩（あう の しま）は、飛鳥時代の人物。姓は臣。672年の壬申の乱で大海人皇子（天武天皇）の使者になった。

## 経歴
逢氏の出自は明らかでないが、臣姓であったことから有力豪族であったとみられる。壬申の乱勃発当時、逢志摩は大海人皇子の舎人として皇子のそばにいたと考えられている。
大海人皇子は、6月24日に吉野で行動を起こす際に、倭（大和国）の京の留守司高坂王に使者を遣わし、駅鈴を求めた。このときの使者に、大分恵尺、黄書大伴、逢志摩の3人が選ばれた。皇子は「もし鈴を得られなかったら、志摩はすぐに還って復奏せよ。恵尺は急いで近江（大津京）に行き、高市皇子と大津皇子を連れ出し、伊勢で（私と）会え」と命じた。恵尺らは高坂王のもとにいって駅鈴を求めたが、得られなかった。命令に従い大分恵尺は近江に向かい、逢志摩は大海人皇子のもとに引き返して、「鈴を得ず」と復奏した。逢志摩のその後の行動については、記録がない。